# San Pellegrino in Alpe

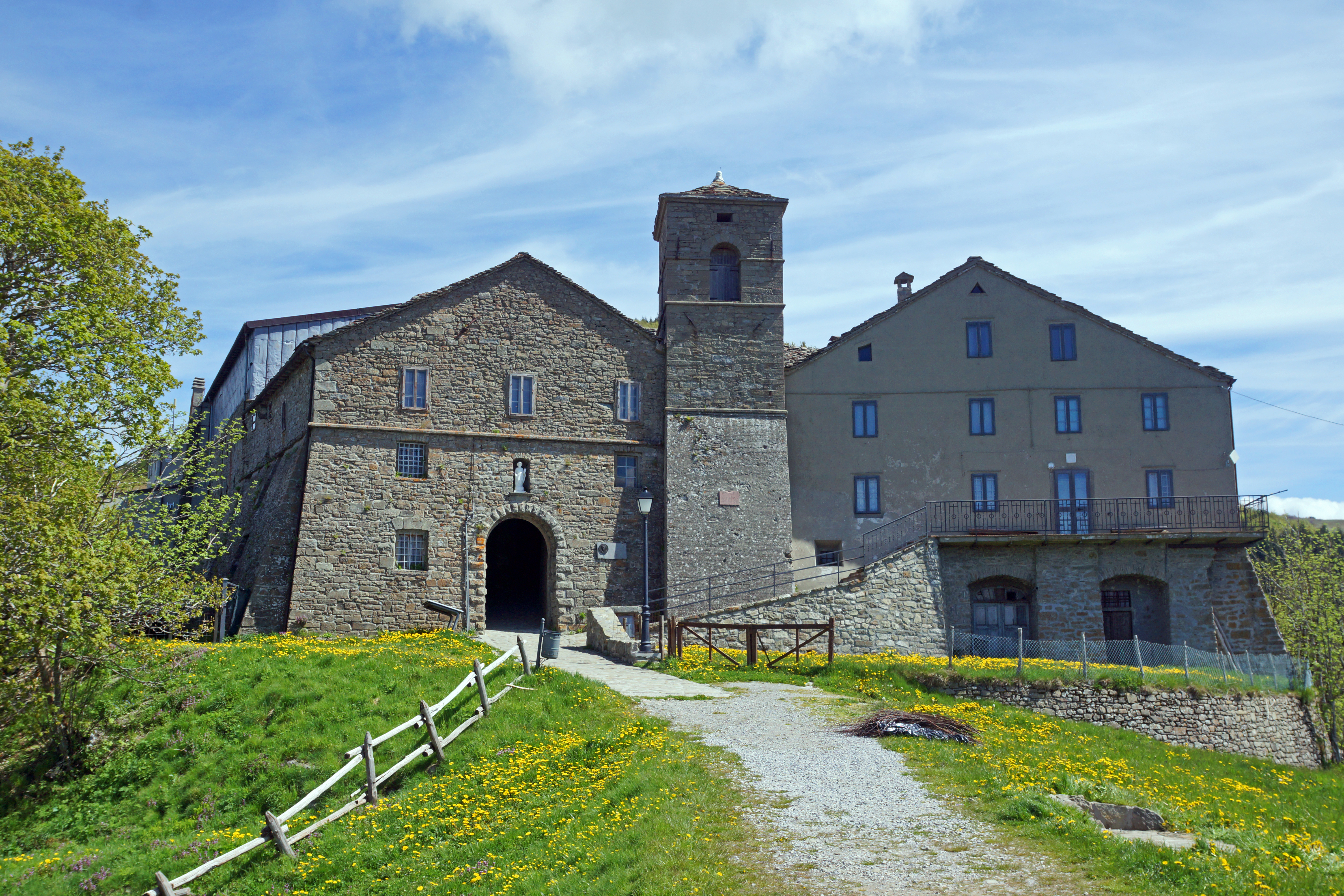
Santuario di San Pellegrino in Alpe

San Pellegrino in Alpe is een gehucht in de Italiaanse gemeente Castiglione di Garfagnana en is gelegen hoog in de bergen (1524 m) in de Apennijnen, op de flanken van de Alpe San Pellegrino. Het dorpje ligt op de route van de in de 17e eeuw aangelegde Via Vandelli die de plaatsen Modena met Massa verbindt. Daarnaast ligt het dorp aan de Europese wandelroute E1, die vanaf de poolcirkel naar het zuiden loopt.
Voor een groot deel is het dorp in bezit van de familie Lunardi, nazaten van de bekende ballonvaarder Vincenzo Lunardi. De familie bezit onder andere het hotel en het er tegenover gelegen café.
In het dorp ligt de 12e-eeuwse kerk van Santuario dei Santi Pellegrino e Bianco

## Wielrennen
De beklimming van San Pellegrino in Alpe, aan de Toscaanse kant, kent extreem moeilijke stukken met stijgingspercentages tot 18%, waardoor het een van de zwaarste beklimmingen van de hele Apennijnen is. Deze klim is meerdere keren opgenomen in de Giro d’Italia, namelijk in de edities van 1989, 1995, 2000 en 2025.
| Jaar | Etappe                                | Etappewinnaar        | Roze trui            | Eerste op de top     |
| ---- | ------------------------------------- | -------------------- | -------------------- | -------------------- |
| 1989 | 21e: La Spezia > Prato                | Gianni Bugno         | Laurent Fignon       | Claude Criquiélion   |
| 1995 | 11e: Pietrasanta > Il Ciocco          | Enrico Zaina         | Tony Rominger        | Enrico Zaina         |
| 2000 | 9e: Prato > Abetone                   | Francesco Casagrande | Francesco Casagrande | Francesco Casagrande |
| 2025 | 11e: Viareggio > Castelnovo ne' Monti | Richard Carapaz      | Isaac Del Toro       | Lorenzo Fortunato    |